# Meandrusa payeni
Meandrusa payeni är en fjärilsart som först beskrevs av Jean Baptiste Boisduval 1836.  Meandrusa payeni ingår i släktet Meandrusa och familjen riddarfjärilar. Inga underarter finns listade i Catalogue of Life.

## Bildgalleri

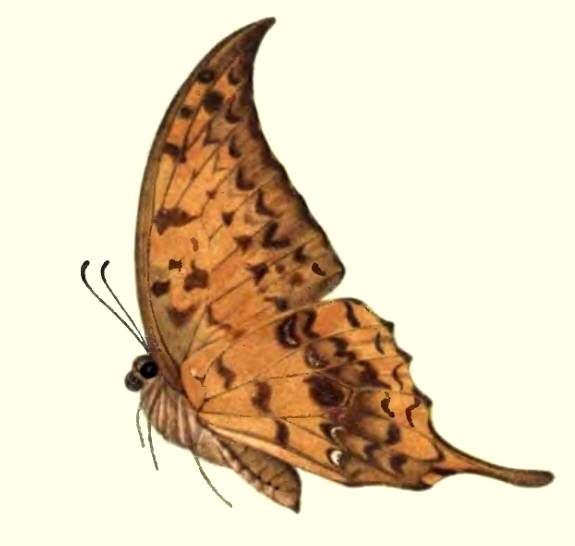
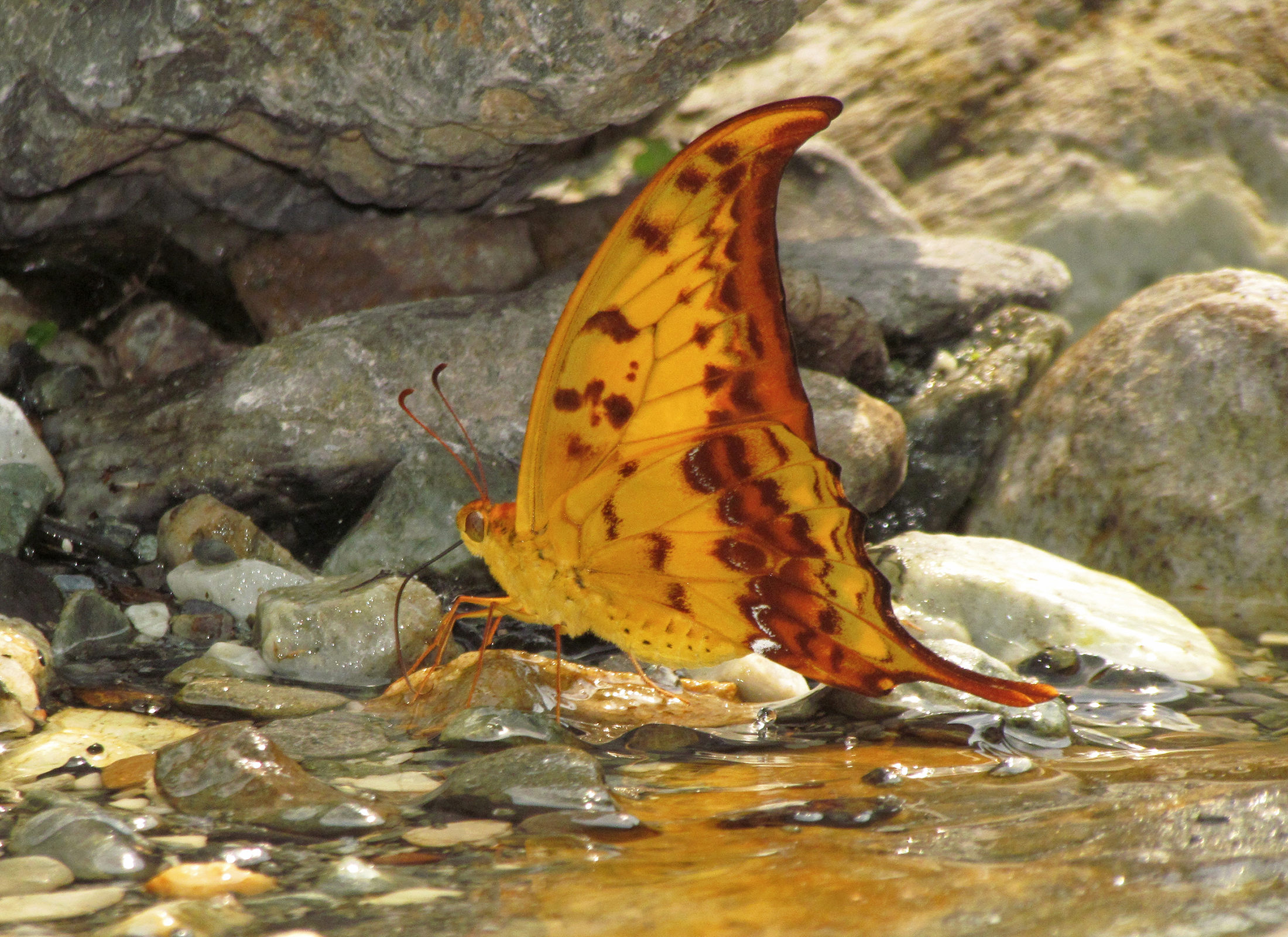